# Даунсайд Ап
Даунсайд Ап (англ. Downside Up, полное название — "Благотворительный фонд «Даунсайд Ап») — российская благотворительная организация, занимающаяся улучшением качества жизни людей с синдромом Дауна.
Название «Даунсайд Ап» — это игра слов. В английском языке есть идиома «апсайд даун» (англ. Upside down), что означает «вверх дном, беспорядок». Переворачивая данное выражение, создатели фонда как бы ставят ситуацию «с головы на ноги» приводя её в порядок и кардинально меняя отношение к синдрому Дауна.

## Общие сведения
С 1997 года Благотворительный фонд «Даунсайд Ап» оказывает психолого-педагогическую и социальную поддержку семьям, в которых есть дети, подростки и молодые люди с синдромом Дауна (Свидетельство о государственной регистрации № 7714011745).Фонд является консультантом соответствующих[каких?] государственных организаций Российской Федерации в вопросах организации службы ранней помощи.

### Цели фонда
- Снизить уровень социального сиротства детей с синдромом Дауна
- Способствовать развитию государственной системы ранней помощи детям с синдромом Дауна
- Содействовать социальной адаптации и интеграции в общество детей с синдромом Дауна

### Принципы оказания помощи
- В фокусе внимания специалистов — семья, а не только ребёнок. Семейно-центрированный подход.
- Родители получают поддержку с момента рождения ребёнка. Принципы ранней помощи.
- Все программы предоставляются семьям бесплатно.

## Центр сопровождения семьи
Центр сопровождения семьи Благотворительного фонда Даунсайд Ап оказывает профессиональную психолого-педагогическую помощь семьям, в которых есть дети, подростки и взрослые с синдромом Дауна

## Образовательный центр
Развитие и распространение передового практического опыта является одним из основных стратегических направлений деятельности Даунсайд Ап
В 2015 году БФ «Даунсайд Ап» получил лицензию Министерства образования на осуществление образовательной деятельности, на основании которой обучением специалистов занимается отдельное подразделение фонда — Образовательный центр Даунсайд Ап
Образовательный центр Даунсайд Ап ежегодно проводит ряд курсов повышения квалификации и вебинары для специалистов, имеющих психолого-педагогическое образование.
Образовательный центр Даунсайд Ап также ведет редакционно-издательскую деятельность: издает методические пособия для родителей и специалистов, выпускает два журнала, посвященных проблеме синдрома Дауна.

## Электронная библиотека
С 2015 года все имеющиеся материалы о синдроме Дауна размещаются в электронном виде на сайте Даунсайд Ап. В электронной библиотеке собраны как методические статьи, полезные для специалистов и родителей, так и фотоматериалы, рассказы родителей и обучающие видеоролики.

## Награды и премии
- Серебряный лучник, национальная премия в области развития общественных связей — за просветительский проект «Синдром Дауна: мифы и реальность»[3].
- Даунсайд Ап стал лауреатом премии «Лучшие социальные проекты России». Эстафета «Переверни мир!» вошла в список 30 лучших социальных проектов России[4]
- Благотворительный фонд «Даунсайд Ап» входит в восьмерку фондов, которым можно доверять, по версии журнала Форбс[5]
- Сайт фонда Даунсайд Ап стал победителем VI Фестиваля социальных интернет-ресурсов «Мир равных возможностей»[6]
- Социальный проект «Солнце для лучшего друга» награждён на «Каннских львах»[7]
- Фильм «Шутки и шутники» медиалаборатории Даунсайд Ап получил награду Всероссийского фестиваля детского кино и телевидения «Весёлая ларга»[8]
- Фильм медиалаборатрии Даунсайд Ап «Шутники и шутки. Ку-ку, мой мальчик» — признан одним их лучших комедийных фильмов на международном кинофестивале в Санкт-Петербурге[9]
- Фильм участников медиалаборатории Даунсайд Ап стал лауреатом кинофестиваля «Бронзовый Витязь»[10]
- Театральная мастерская Даунсайд Ап стала лауреатом фестиваля «Точка_Точка_Запятая»[11]
- Спектакль «Маленький принц» Театральной мастерской Даунсайд Ап стал лауреатом I степени на фестивале «Московская мозаика»[12]

## Руководство фонда

### Правление фонда
Президент фонда — Марлен Манасов, в прошлом член совета директоров инвестиционного банка UBS, в настоящее время индивидуальный предприниматель.
Учредитель фонда Джереми Барнс, гражданин Великобритании, с 1993 по 1998 годы работал в инвестиционной компании в Москве. Отец троих детей и дядя Флоренс Гарретт, девушки с синдромом Дауна. Рождение Флоренс в 1993 году подтолкнуло Джереми к созданию фонда помощи российским детям с синдромом Дауна.
Директор фонда — Анна Португалова.

### Попечительский совет фонда
- Мария Евгеньевна Богданова, управляющий партнёр ЗАО «Реалекс»;
- Александр Стальевич Волошин, Председатель Совета директоров ОАО «Первая грузовая компания» (ПГК);
- Алексей Дмитриевич Герасёв, ректор Новосибирского государственного педагогического университета, доктор биологических наук, Почётный работник высшей школы РФ (2006);
- Евгений Константинович Гинтер, академик РАМН, профессор, научный руководитель ГУ «Медико-генетический научный центр РАМН»;
- Алексей Дмитриевич Гнедовский, Генеральный директор ООО «ИК ВЕЛЕС Капитал»;
- Юлия Анатольевна Разенкова, кандидат педагогических наук, руководитель лаборатории содержания и методов ранней диагностики и специальной помощи детям с выявленными отклонениями в развитии ФГНУ «Институт коррекционной педагогики РАО».

### Совет консультантов Фонда
- Мария Евгеньевна Богданова, управляющий партнер ЗАО «Реалекс»
- Алексей Дмитриевич Гнедовский, генеральный директор ООО «ИК ВЕЛЕС Капитал», председатель Совета
- Кирилл Владимирович Громов
- Юлия Валерьевна Евдокимова, основатель и президент виноторговой компании Palais Royal
- Марлен Джеральдович Манасов, президент «Даунсайд Ап»
- Игорь Михайлович Намаконов, креативный директор The MOST Creative Club
- Полина Геннадиевна Немировченко, director, Ernst & Young LLC
- Анатолий Викторович Шведов, заместитель председателя Правления ООО «Голдман Сакс Банк»
- Рандава Ашлин, руководитель отдела маркетинга и коммуникаций Deloitte
- Денис ван Диемен, генеральный директор Voerman
- Харро ван Граафейланд, исполнительный директор по операциям Iron Mountain